# Фаленцин (Куявсько-Поморське воєводство)
Фаленцин (пол. Falęcin, нім. Dietrichsdorf) — село в Польщі, у гміні Папово-Біскупи Хелмінського повіту Куявсько-Поморського воєводства.
Населення — 369 осіб (2011).
У 1975-1998 роках село належало до Торунського воєводства.

## Демографія
Демографічна структура станом на 31 березня 2011 року:
|          | Загалом | Допрацездатний вік | Працездатний вік | Постпрацездатний вік |
| -------- | ------- | ------------------ | ---------------- | -------------------- |
| Чоловіки | 192     | 47                 | 135              | 10                   |
| Жінки    | 177     | 36                 | 117              | 24                   |
| Разом    | 369     | 83                 | 252              | 34                   |